# Oliwer Magnusson
Isak Oliwer Magnusson (Oviken, 3 giugno 2000) è uno sciatore freestyle svedese.

## Biografia
Ha rappresentato la Svezia ai Giochi olimpici invernali di Pechino 2022, dove si è classificato 18º nello slopestyle.
Ai mondiali di Aspen 2021 ha vinto l'oro nel big air.
Alla sua seconda partecipazione olimpica a Pechino 2022, ha sfilato come alfiere della sua nazionale durante la cerimonia di apertura, assieme all'hockeista Emma Nordin. In gara è arrivato 4º nel big air e 11º nello slopestyle.

## Palmarès
- Mondiali

Aspen 2021: oro nel big air;